# Mikko Lehtonen (1987)
Mikko Lehtonen (Espoo, 1º aprile 1987) è un hockeista su ghiaccio finlandese professionista che gioca nel ruolo di ala destra.

## Carriera

### Club
Ha esordito in SM-Liiga nel 2004-2005 con la squadra della sua città, gli Espoo Blues, con cui ha poi giocato per quattro stagioni in prima squadra.
Fu scelto al Draft NHL 2005 dai Boston Bruins al terzo giro (83º assoluto); è approdato in nordamerica nel 2008-2009, facendo un'apparizione in NHL e disputando il resto del campionato ai Providence Bruins, in AHL.
Dopo due stagioni in america ha fatto ritorno in Europa, dove ha giocato in Svenska hockeyligan (con lo Skellefteå Allmänna Idrottsklubb nella stagione 2010-2011 e nella prima parte della stagione 2014-2015; con l'Örebro Hockeyklubb nella seconda parte della stagione 2014-2015 e nella prima parte della stagione successiva; con il Djurgårdens Idrottsförening Hockey nell'ultima parte della stagione 2015-2016), in Kontinental Hockey League (con il Severstal' Čerepovec dal 2011 al febbraio 2013) ed in Lega Nazionale A (con ZSC Lions, SC Berna e HC Lugano).
Ha fatto ritorno nella Liiga finlandese nel maggio del 2016, quando fu messo sotto contratto dal Kärpät.

### Nazionale
Con la nazionale finlandese ha disputato un campionato del mondo under 18 (2005), due under 20 (2006, con il terzo posto finale, e 2007) ed uno seniores (2009).

## Palmarès
- 2005-2006:  Bronzo ai Mondiali di hockey su ghiaccio Under-20
- 2006-2007: Miglior marcatore dei Mondiali di hockey su ghiaccio Under-20, premio vinto a pari merito con lo statunitense Erik Johnson (6 partite, 4 goal e 6 assist).